# Wacky Worlds Creativity Studio
Wacky Worlds Creativity Studio es un videojuego educativo para Sega Mega Drive, producido y desarrollado por Sonic Team (subdivisión de los japoneses Sega), siendo una continuación de lo conocido y popular juego Art Alive!.